# Augustinerkloster Schwäbisch Gmünd

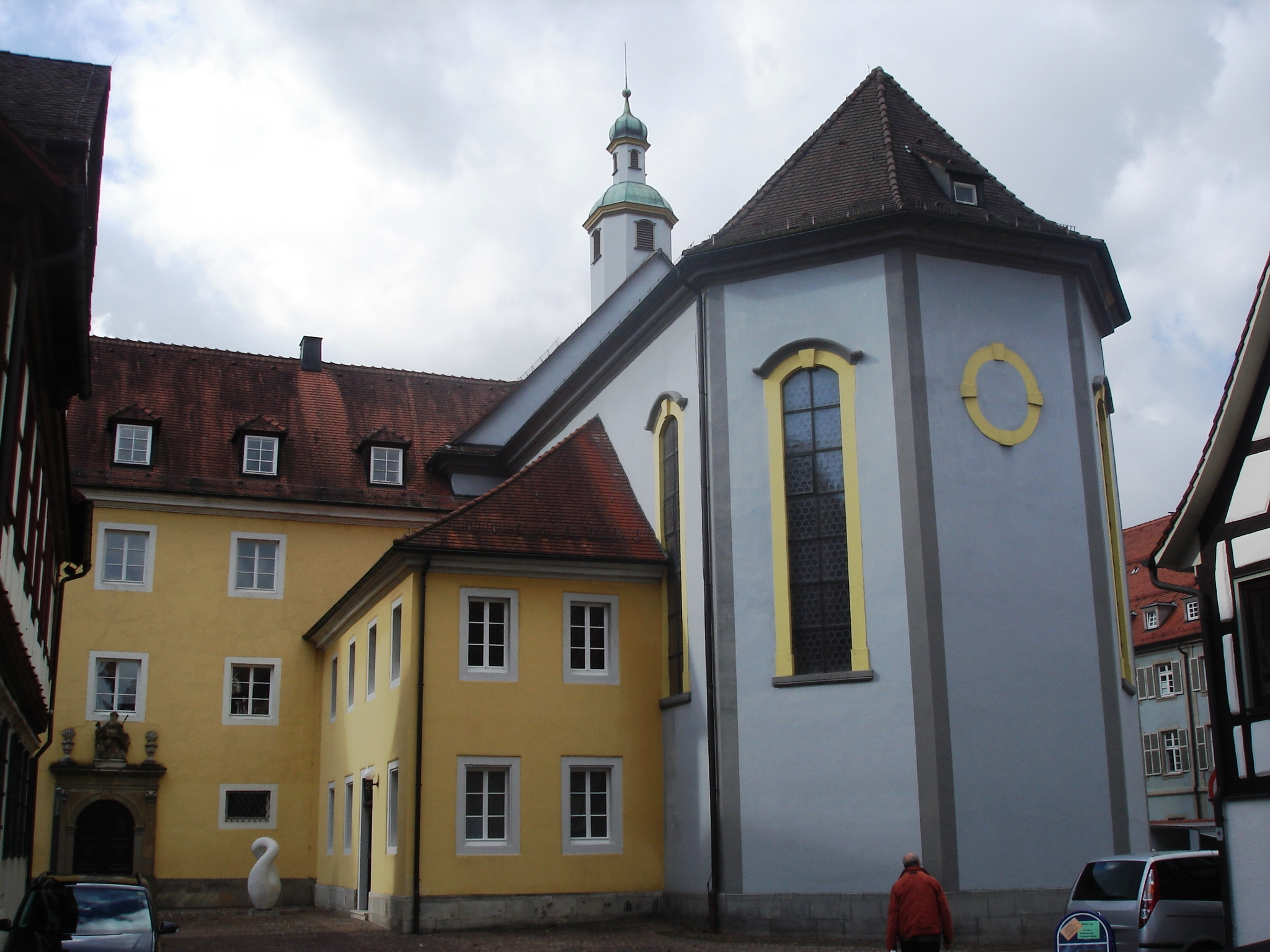
Augustinuskirche vom Münsterplatz aus. Links an die Kirche angebaut sind im Vordergrund der Sakristeibau, im Hintergrund die Klostergebäude, am Bildrand ist das Stadtarchiv Schwäbisch Gmünd zu sehen.

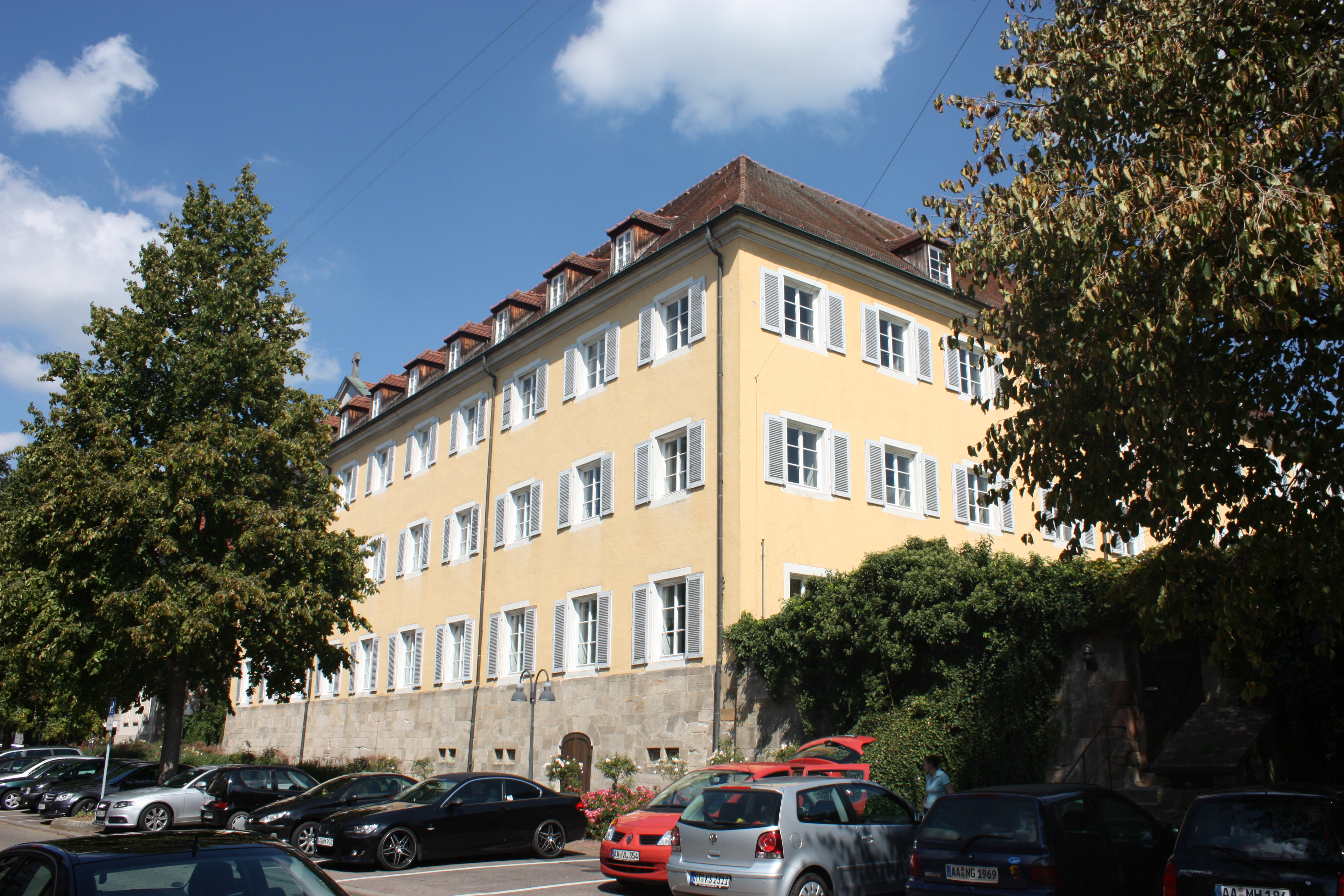
Das Augustinerkloster aus Sicht des Turniergrabens

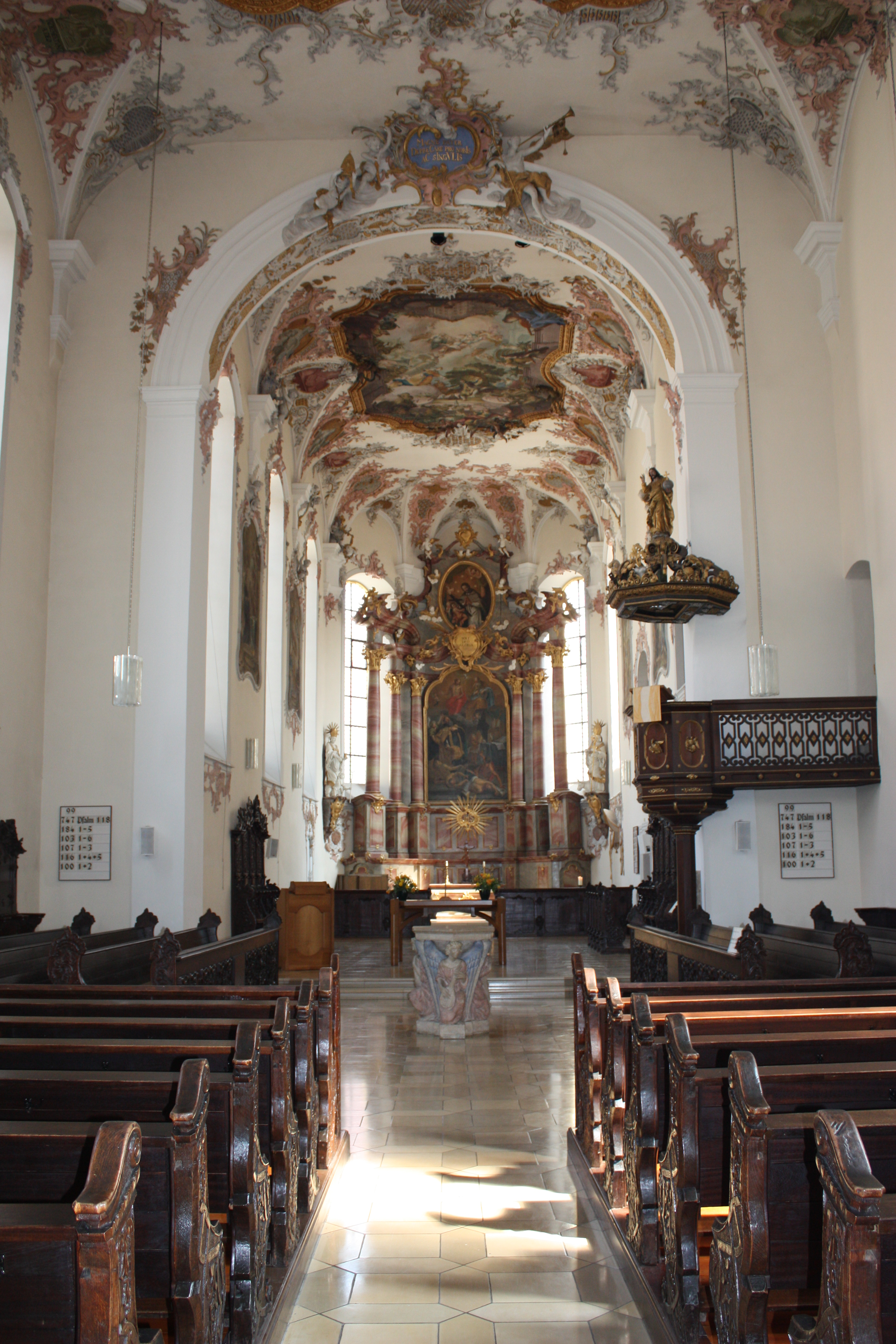
Innenraum der Augustinuskirche

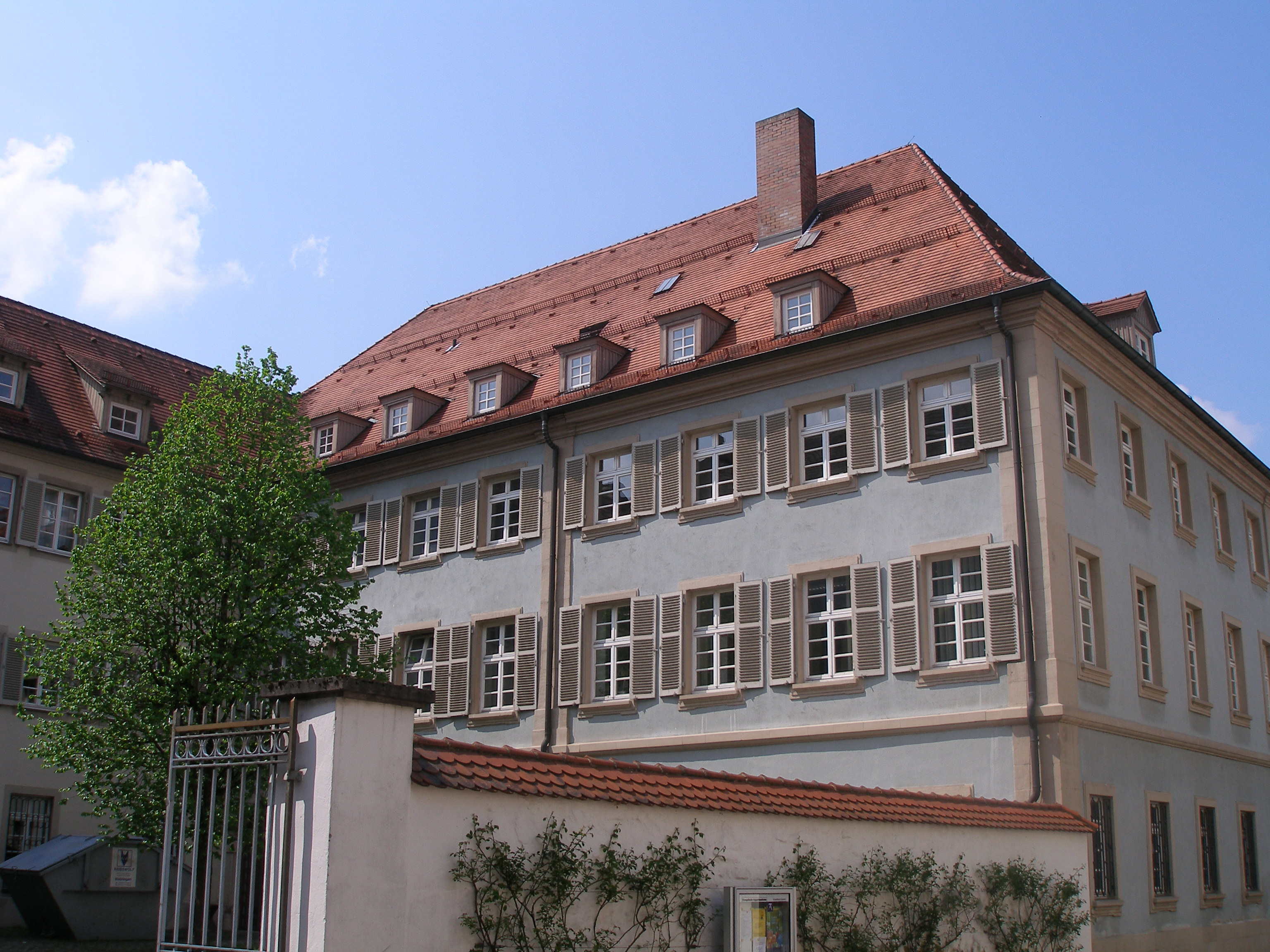
Palais Debler, Ansicht Augustinergasse

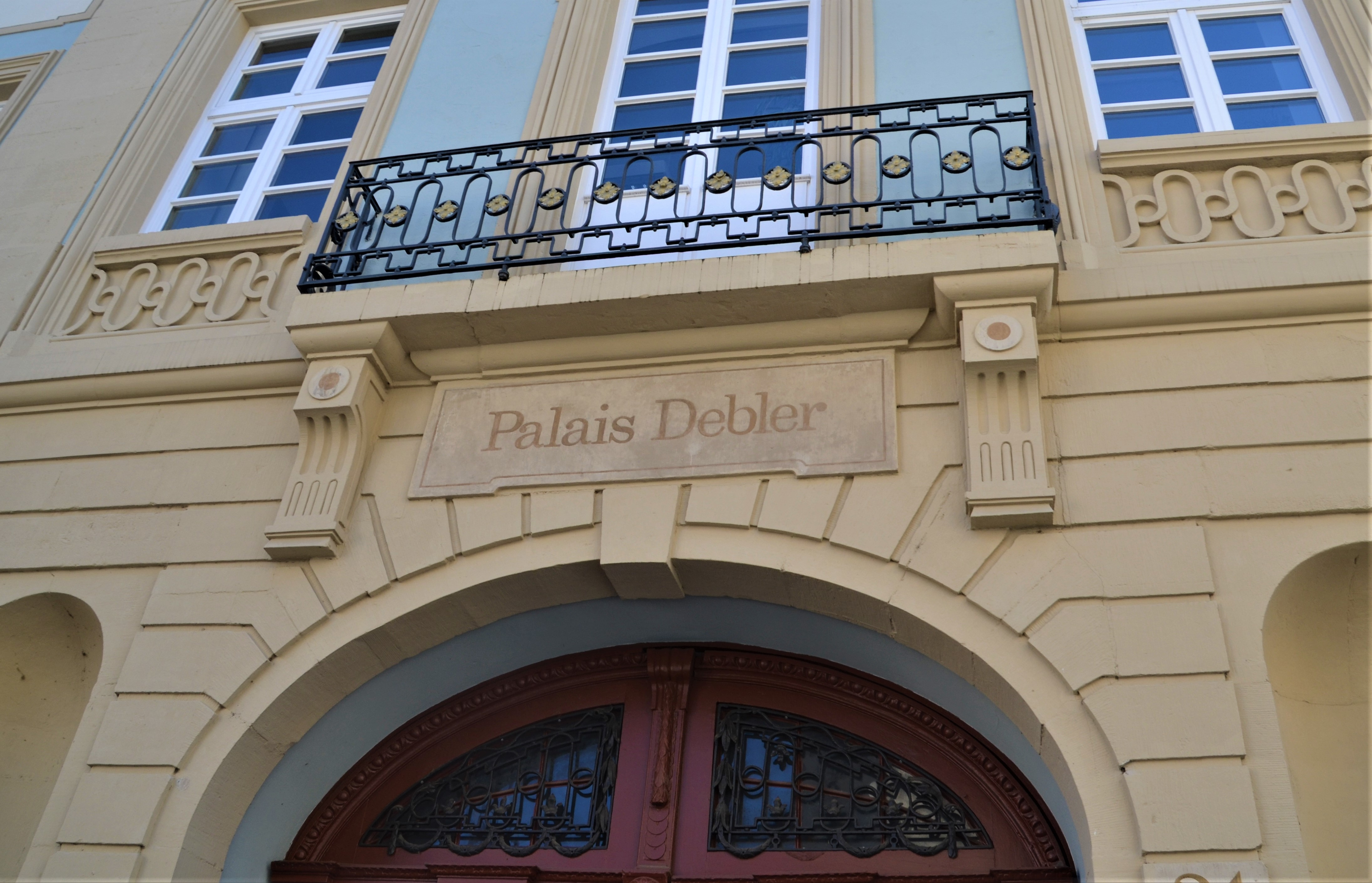
Palais Debler, Schriftzug an der Fassade zur Bocksgasse

Das Augustinerkloster (umgangssprachlich Augustiner) in Schwäbisch Gmünd ist ein ehemaliges Kloster des Augustiner-Eremitenordens am heutigen Münsterplatz in direkter Nachbarschaft zum Gmünder Münster in der Altstadt.

## Geschichte
1284 erlaubte die Stadt Schwäbisch Gmünd dem Augustiner-Eremitenorden, sich in der Stadt aufzuhalten, Grundstücke zu erwerben und diese zu bebauen. Zu dieser Zeit begann wohl die Errichtung der ersten Klosterbauten. Im 15. Jahrhundert wurde das Kloster auf eine Staufergründung im Jahr 1140 zurückgeführt, doch fehlen für diese Annahme gesicherte Belege. Urkundlich gesichert sind dagegen die o. g. städtische Erlaubnis von 1284 sowie eine Genehmigung von 1285, in der Bischof Hartmann von Augsburg den Augustinern erlaubt, in Schwäbisch Gmünd Gottesdienste zu feiern und zu predigen. 1288 kam es zum Streit mit dem in „geistlicher Konkurrenz“ zu den Ordensklerikern stehenden Rektor der Pfarrkirche, in dem sogar der Abriss der im Bau befindlichen Klosterkirche gefordert wurde. Am 13. Dezember 1288 entschied Papst Nikolaus IV. zu Gunsten der Augustiner und machte die durch den Augsburger Bischof ausgesprochene Exkommunizierung rückgängig. Zwanzig Jahre später forderte der König Heinrich VII. die Stadt auf, die Augustiner bei ihrer Expansion in Gmünd zu unterstützen.
1535 nahm Kaiser Karl V. im Augustinerkloster, dass zu dieser Zeit aus mittelalterlichen Fachwerkbauten bestand und sich wohl in einem guten baulichen Zustand befand, Quartier. Nachdem 1680 die Kirche noch einmal einen Umbau erfahren hatte, wurde schon 1732 ein katastrophaler Zustand des Klosters und der Kirchengebäude festgestellt. 1738 begann der Baumeister Christian Wiedemann mit dem barocken Klosterneubau, der 1747 abgeschlossen war. 1755 war das Kirchengebäude einsturzgefährdet, der Umbau begann 1756 und beinhaltete einen Teilabbruch der spätgotischen Kirche. Geleitet wurden die Baumaßnahmen von Johann Michael Keller, der zu dieser Zeit Stadtbaumeister in Schwäbisch Gmünd war. 1758 waren die Umbauarbeiten abgeschlossen.
Am 3. Januar 1803 erhielt das Kloster ein Aufhebungsdekret im Rahmen der Säkularisation, was die Räumung des Klosters zur Folge hat. Die Augustiner mussten sich bei Gmünder Bürgern einquartieren. 1806 wurde die Kirche evangelische Garnisonkirche und 1817 evangelische Stadtpfarrkirche.
Heute beherbergt das Augustinerkloster die evangelische Stadtpfarrkirche sowie das Finanzamt Schwäbisch Gmünd.

## Klosterkirche
Die Klosterkirche war ein gotischer Bau, der nach einem Teilabriss barockisiert wiedererstellt wurde. Die Kirche war auf Visitatio B. Mariae Virginis und Augustinus geweiht. Als evangelische Stadtpfarrkirche trägt sie nur noch den Namen Augustinuskirche.

## Palais Debler
Nach Vorgängerbauten, die dort bereits im 14. Jahrhundert von den Herren Adelmann von Adelmannsfelden genutzt wurden, wurde 1791 anstelle der früheren Gebäude an der Seite zur Bocksgasse das Palais Debler errichtet. Es ist mit einem Querbaum mit der Klosterkirche verbunden. 1827 ging das Gebäude an Württemberg und wurde 1828 zu einer Taubstummenanstalt, an der unter anderem der Gehörlosenpädagoge Lorenz Haug wirkte. Von 1963 bis 1974 diente das Gebäude als Studentenwohnheim der Pädagogischen Hochschule Schwäbisch Gmünd. Seit 1974 dient das Gebäude als Finanzamt, 1980 wurde es nochmals für die Behördennutzung umgebaut, 1982 endgültig durch das Finanzamt bezogen.